# Coppa CERS 1980-1981
La Coppa CERS 1980-1981 è stata la 1ª edizione dell'omonima competizione europea di hockey su pista riservata alle squadre di club. Il torneo ha avuto inizio il 4 aprile e si è concluso il 27 giugno 1981. 
Il titolo è stato conquistato dal Sesimbra per la prima volta nella sua storia.

## Squadre partecipanti
| Nazione        | Club          | Città                | Qualificazione                         |
| -------------- | ------------- | -------------------- | -------------------------------------- |
| Francia        | Gujan-Mestras | Gujan-Mestras        | 3º in 1ere Division 1980               |
| Germania Ovest | Darmstadt     | Darmstadt            | 9º 1 Bundesliga 1980                   |
| Italia         | Amatori Lodi  | Lodi                 | 2º in Serie A 1979-1980                |
| Italia         | Reggiana      | Reggio Emilia        | Finalista della Coppa Italia 1979-1980 |
| Paesi Bassi    | Lichtstad     | Eindhoven            | 2º in 1ª Klasse 1980                   |
| Portogallo     | Sesimbra      | Sesimbra             | 5º in 1ª Divisão 1980                  |
| Portogallo     | Valongo       | Valongo              | 2º in 1ª Divisão 1980                  |
| Spagna         | Noia          | Sant Sadurní d'Anoia | 5º in División de Honor 1979-1980      |
| Spagna         | Vic           | Vic                  | 4º in División de Honor 1979-1980      |
| Svizzera       | Vevey         | Vevey                | 2º in Lega Nazionale A 1980            |

## Risultati

### Ottavi di finale
| Squadra 1 | Totale | Squadra 2     | Andata | Ritorno |
| --------- | ------ | ------------- | ------ | ------- |
| Sesimbra  | 22 - 6 | Gujan-Mestras | 8 - 4  | 14 - 2  |
| Vic       | 4 - 6  | Noia          | 2 - 2  | 2 - 4   |

### Quarti di finale
| Squadra 1    | Totale | Squadra 2 | Andata | Ritorno |
| ------------ | ------ | --------- | ------ | ------- |
| Amatori Lodi | 11 - 6 | Vevey     | 6 - 3  | 5 - 3   |
| Darmstadt    | 4 - 13 | Reggiana  | 2 - 6  | 2 - 7   |
| Noia         | 7 - 9  | Sesimbra  | 6 - 3  | 1 - 6   |
| Valongo      | 4 - 5  | Lichtstad | 2 - 3  | 2 - 2   |

### Semifinali
| Squadra 1    | Totale | Squadra 2 | Andata | Ritorno |
| ------------ | ------ | --------- | ------ | ------- |
| Amatori Lodi | 7 - 13 | Sesimbra  | 6 - 3  | 1 - 10  |
| Lichtstad    | 10 - 5 | Reggiana  | 6 - 1  | 4 - 4   |

### Finale
| Squadra 1 | Totale | Squadra 2 | Andata | Ritorno |
| --------- | ------ | --------- | ------ | ------- |
| Sesimbra  | 4 - 3  | Lichtstad | 4 - 1  | 0 - 2   |